# Митропа куп 1957.
Митропа куп 1957 је седамнаеста сезона одржавања Митропа купа.
Учествовало је 8 екипа. Аустрија, Мађарска СФР Југославија и Чехословачка учествовале су са по две екипе. Играло се по двоструком куп систаму.
У случајног укупног нерешеног резултата играла се трећа утакмица (плејоф). 

### Четвртфинале
| Клуб             | Држава                                           | Ук. резултат | Држава       | Клуб                 | 1. ут. | 2, ут. |
| ---------------- | ------------------------------------------------ | ------------ | ------------ | -------------------- | ------ | ------ |
| ФК Вашаш         | Мађарска                                         | 4:2          | Аустрија     | Први Бечки ФК        | 3:0    | 1:2    |
| ФК Војводина     | Социјалистичка Федеративна Република Југославија | 6:1          | Чехословачка | ФК Слован Братислава | 0:1    | 6:0    |
| ФК Црвена звезда | Социјалистичка Федеративна Република Југославија | 2:21         | Чехословачка | ФК Дукла Праг        | 1:1    | 1:1    |
| ФК Рапид Беч     | Аустрија                                         | 4:42         | Мађарска     | МТК                  | 1:1    | 3:3    |

1 Црвена звезда победила Дуклу с 2:1 у плејофу квалификација па пласман у полифинале.
2 у плејофу квалификација па пласман у полуфинале.

### Полуфинале
| Клуб         | Држава   | Ук. резултат | Држава                                           | Клуб             | 1. ут. | 2, ут. |
| ------------ | -------- | ------------ | ------------------------------------------------ | ---------------- | ------ | ------ |
| ФК Вашаш     | Мађарска | 6:3          | Социјалистичка Федеративна Република Југославија | ФК Црвена звезда | 3:1    | 3:2    |
| ФК Рапид Беч | Аустрија | 4:41         | Социјалистичка Федеративна Република Југославија | ФК Војводина     | 3:0    | 1:4    |

1 Рапид се повукао из плејофа.

## Финале
| Клуб     | Држава   | Ук. резултат | Држава                                           | Клуб         | 1. ут. | 2, ут. |
| -------- | -------- | ------------ | ------------------------------------------------ | ------------ | ------ | ------ |
| ФК Вашаш | Мађарска | 5:2          | Социјалистичка Федеративна Република Југославија | ФК Војводина | 4:0    | 1:2    |

| Победник Митриоа купа 1957 |
| -------------------------- |
| ФК Вашаш 2. Титула         |